# 東京索道
東京索道株式会社（とうきょうさくどう）は、ロープウェーを主体とした輸送機関及び装置の開発と保守点検を行う輸送用機器開発会社である。ゴンドラやリフトなどが索道事業に含まれる。

## 概要
- 索道は、主にスキー場や山間の観光地に設置される。急斜面での大量輸送に適している。
- ブランドネームは、企業名称の東京索道を略して、「TOSAKU」と表す。
- 1989年に開催された横浜博覧会では、そごう・帝国社とともに株式会社横浜博スカイウェイを設立。そごう横浜店2階のペデストリアンデッキから会場内のゴンドラゲート（現在のみなとみらい21 39・40街区）まで、768mを繋ぐゴンドラリフトを運営した[1]。